# Latvijas PSR čempionāts futbolā 1989
L'edizione 1989 del massimo campionato di calcio lettone fu la 45ª come competizione della Repubblica Socialista Sovietica Lettone; il titolo fu vinto dal RAF Jelgava, giunto al suo secondo titolo.

## Formato
Il campionato era formato da diciassette squadre che si incontrarono in gare di andata e ritorno per un totale di 34 turni e 32 incontri per squadra; tuttavia dopo il ritiro del Junioru izlase al termine del girone d'andata furono disputati due turni e una partita in meno; erano assegnati due punti alla vittoria, un punto al pareggio e zero per la sconfitta.
Le prime quattro classificate parteciparono alla Baltic League 1990.

## Classifica finale
|                        | Pos. | Squadra              | Pt | G  | V  | N  | P  | GF | GS | DR  |
| ---------------------- | ---- | -------------------- | -- | -- | -- | -- | -- | -- | -- | --- |
| RSS Lettone (bandiera) | 1.   | RAF Jelgava          | 51 | 31 | 22 | 7  | 2  | 72 | 26 | +46 |
|                        | 2.   | Torpedo Riga         | 45 | 31 | 19 | 7  | 5  | 70 | 26 | +44 |
|                        | 3.   | Celtnieks Daugavpils | 43 | 31 | 18 | 7  | 6  | 72 | 23 | +49 |
|                        | 4.   | Pardaugava           | 38 | 31 | 15 | 8  | 8  | 40 | 27 | +13 |
|                        | 5.   | Jūrnieks             | 35 | 31 | 14 | 7  | 10 | 62 | 45 | +17 |
|                        | 6.   | Celtnieks Rīga       | 34 | 31 | 13 | 8  | 10 | 50 | 40 | +10 |
|                        | 7.   | Sarkanais Metalurgs  | 34 | 31 | 14 | 6  | 11 | 46 | 40 | +6  |
|                        | 8.   | Torpedo Rēzekne      | 30 | 31 | 12 | 6  | 13 | 46 | 64 | -18 |
|                        | 9.   | VEF Riga             | 29 | 31 | 12 | 5  | 14 | 42 | 42 | +0  |
|                        | 10.  | Apgaismes Tehnika    | 29 | 31 | 11 | 7  | 13 | 43 | 32 | +9  |
|                        | 11.  | Dizelists Riga       | 28 | 31 | 9  | 10 | 12 | 33 | 46 | -13 |
|                        | 12.  | Rigas Audums         | 25 | 31 | 10 | 5  | 16 | 47 | 87 | -40 |
|                        | 13.  | Gauja Valmiera       | 24 | 31 | 8  | 8  | 15 | 44 | 51 | -7  |
|                        | 14.  | Varpa Ilukste        | 24 | 31 | 9  | 6  | 16 | 30 | 55 | -25 |
|                        | 15.  | Betons Vangazi       | 15 | 31 | 6  | 3  | 22 | 29 | 69 | -40 |
|                        | 16.  | Venta                | 12 | 31 | 4  | 4  | 23 | 29 | 82 | -53 |
|                        | 17.  | Junioru izlase       | 16 | 16 | 4  | 8  | 4  | 20 | 20 | +0  |

## Verdetti
- RAF Jelgava, Torpedo Riga, Celtnieks e Pardaugava promosse in Baltic League.
- Venta retrocesso.